# Sainte-Eulalie, Lozère
Sainte-Eulalie là một xã ở tỉnh Lozère trong vùng Occitanie, phía nam nước Pháp.